# Isanthrene maxima
Isanthrene maxima là một loài bướm đêm thuộc phân họ Arctiinae, họ Erebidae.